# Comuna Rannu
Rannu este o comună (vald) din Județul Tartu, Estonia.
1. ↑  Maakatastri statistika (în estonă), Consiliul Funciar Eston[*], accesat în 31 iulie 2019